# Equação do tempo

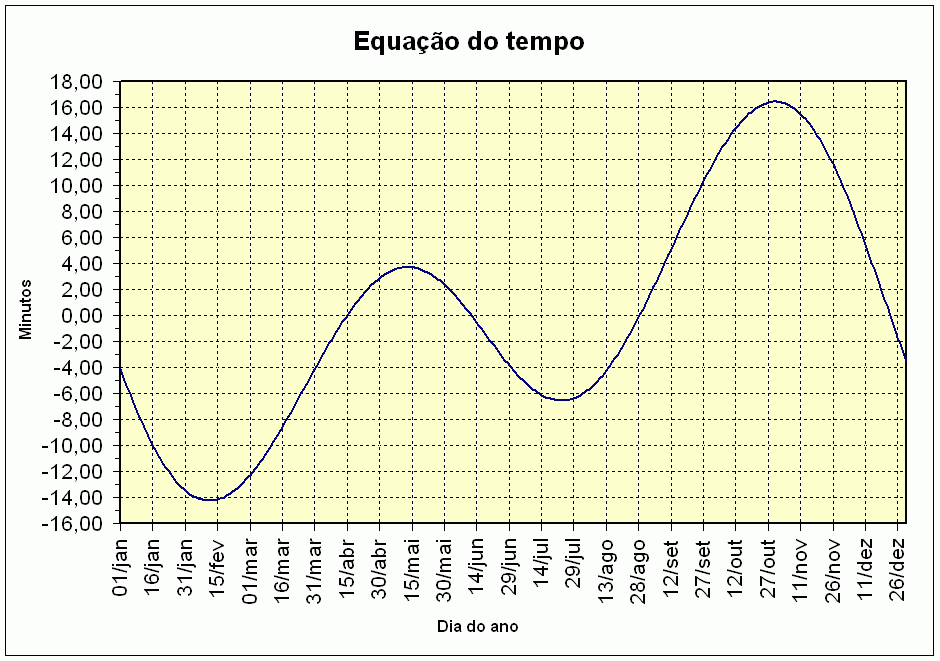
Evolução diária da diferença entre o tempo solar aparente e o tempo solar médio.

A equação do tempo é a diferença, ao longo de um ano, entre o tempo lido a partir de um relógio de sol e o tempo civil, ou seja, a diferença entre o tempo solar aparente e o tempo solar médio. Representa a evolução anual da diferença entre a posição real em cada momento do Sol no firmamento e a posição que ele ocuparia nesse momento se o eixo da Terra fosse perpendicular à eclítica e a órbita terrestre circular.

## Causas e consequências
A equação do tempo resulta da combinação do efeito da excentricidade da órbita terrestre com a inclinação do eixo de rotação da Terra em relação à eclítica. Em termos práticos, a equação do tempo reflecte a diferença entre a hora marcada por um relógio solar, isto é a hora estimada a partir da posição do Sol no firmamento, ou tempo solar aparente, e a hora sideral (ou a hora civil), determinada pelo tempo solar médio.
Durante o decurso do ano, a diferença entre aquelas horas pode variar entre um avanço da posição do Sol em relação ao tempo solar médio de 16 min 33 s (por volta de 31 de Outubro–1 de Novembro) e um atraso de 14 min 6 s (por volta de 11–12 de Fevereiro).
A equação do tempo é uma descrição das características horizontais do analema da Terra, uma curva em forma de 8 assimétrico que representa graficamente a posição do Sol no céu à mesma hora em cada dia do ano, quando vista da Terra.

## Tempo solar aparente e tempo solar médio

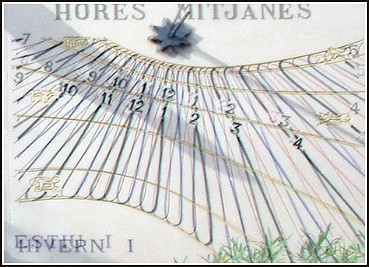
Relógio de sol (em Maiorca) com correcção analemática por forma a permitir ler a hora civil.

A rotação da Terra fornece um relógio natural adequado para a maioria das atividades humanas, já que o tempo despendido em cada revolução varia frações de segundo por ano e, portanto, é constante em primeira aproximação. Para medir o tempo pela rotação da Terra é apenas necessário determinar um ponto de referência a partir do qual iniciar a contagem. A escolha pode recair sobre uma estrela, com o inconveniente de apenas poder ser observada à noite, ou, com maior facilidade, recorrendo à evolução da posição do Sol no firmamento.
A facilidade de observar o Sol levou, desde a antiguidade, à construção de relógios de sol, nos quais, através da projecção da sombra de um objeto adequado (o gnómon) sobre uma escala construída com base na observação diária do Sol, é possível determinar com alguma exatidão a hora. Essa hora, determinada com base na posição do Sol no firmamento, é denominada tempo solar aparente.
Observando a evolução anual da sombra, e comparando a hora assim determinada com a hora estimada por outros meios, tornou-se patente que a hora solar aparente e o tempo solar médio, aquele que é utilizada para determinar de forma uniforme o tempo civil, nem sempre coincidiam. A invenção dos relógios mecânicos, cuja hora não depende directamente da posição do Sol, veio tornar ainda mais clara essa diferença.
As razões que determinam a diferença entre os tempos solares aparente e médio prendem-se com o facto da posição do Sol não ser determinada apenas pelo movimento de rotação da Terra em torno do seu eixo, mas também pela translação da Terra em torno do Sol. A explicação seguinte demonstra como a interacção entres estes dois movimentos, e deles com a inclinação do eixo de rotação da Terra em relação ao plano da respectiva órbita em torno do Sol, causam a diferença apontada.

### Variação da velocidade angular média aparente do Sol
Se a órbita da Terra fosse circular e o eixo da Terra fosse perpendicular à elíptica, entre o meio-dia de dois dias consecutivos, observados num relógio solar decorriam exactamente 24 horas, ou seja 86 400 s, já que:
{\displaystyle {\frac {24\ {\rm {h}}}{1}}\times {\frac {60\ {\rm {min}}}{1\ {\rm {h}}}}\times {\frac {60\ {\rm {s}}}{1\ {\rm {min}}}}=86400\ {\rm {s}}}
Tendo em conta que o diâmetro do disco solar, conforme visto da superfície da Terra projectado sobre a esfera celeste, excluindo os efeitos atmosféricos, cobre cerca de 1/2 grau, ou seja 30’ (minutos de grau), a velocidade angular do movimento aparente do Sol seria constante e equivalente a metade do seu diâmetro (raio aparente do Sol = 1/4º) em cada 1 minuto, já que:
{\displaystyle {\frac {24\ {\rm {h}}}{360^{\circ }}}\times {\frac {60\ {\rm {min}}}{1\ {\rm {h}}}}\times \left({\frac {1}{4}}\right)^{\circ }=1\ {\rm {min}}}
No entanto, como a velocidade da Terra varia e o seu eixo está inclinado em relação ao plano da elíptica, a velocidade angular média aparente do Sol varia durante o ano.

### Relação entre o período de rotação da Terra e o dia solar
Como a Terra está em movimento em volta do Sol, não basta uma rotação completa para o Sol voltar a ficar no zénite. Como a Terra mudou de posição e "avançou" uns 2500 milhares de quilómetros o planeta ainda tem que rodar alguns graus extra para que o Sol apareça de novo na mesma posição. É por isso que a Terra tem de rodar 366 vezes para que o Sol nasça e se ponha as 365 vezes correspondentes aos dias do ano. Para ganhar esta volta extra, cada dia sideral tem de ser mais curto que o dia solar médio exactamente 1/366 do dia, ou seja:
{\displaystyle {\frac {1\ {\rm {dia}}}{366}}\times {\frac {24\ {\rm {h}}}{1\ {\rm {dia}}}}\times {\frac {60\ {\rm {min}}}{1\ {\rm {h}}}}=3\ {\rm {min}}\ 56\ {\rm {s}}}
Portanto, o período de rotação da Terra em torno do seu eixo não é em média de 24 h, tal como está definido para o dia civil, mas sim de 23 h 56 min 4 s.

### Efeito da obliquidade do eixo da Terra

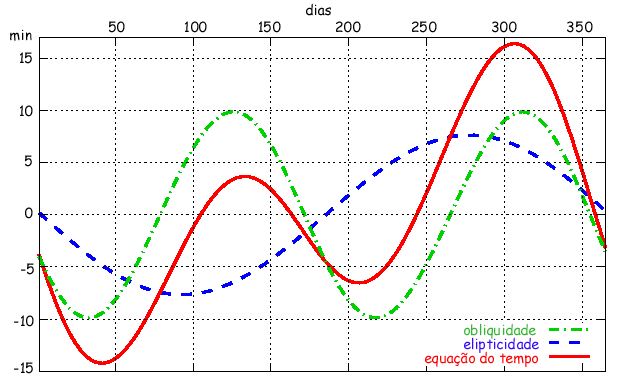
Evolução diária da diferença entre o tempo solar aparente e o tempo solar médio.

Para complicar a situação, é preciso não perder de vista que este valor é apenas uma média anual, já que o eixo de rotação da Terra não é perpendicular ao plano da sua órbita torno do Sol, antes faz com este um ângulo de 23º 27'. Isto faz com que o movimento do Sol não cubra ângulos iguais em tempos iguais em relação ao equador celeste. A sua projecção sobre o equador tem um máximo quando o seu movimento aparente é paralelo ao equador celeste nos solstícios e um mínimo nos equinócios.
Como a componente vertical do movimento aparente do Sol não afecta a hora a que ocorre o meio-dia solar, é apenas a componente horizontal que a afecta. Como a elíptica está inclinada em relação ao equador celeste, a componente horizontal é maior nos solstícios quando vemos os deslocamentos do Sol como sendo quase horizontais. Por isso, os deslocamentos do Sol perto dos equinócios são menores, ou seja, o Sol parece aproximar-se e afastar-se lentamente da sua posição dos equinócios e mais rapidamente da sua posição nos solstícios. A sua velocidade média aparente corresponde à velocidade constante que teria (se a órbita da Terra não fosse excêntrica) se o seu movimento se desse no plano do equador celeste, caso em que o meio dia solar não sofreria deslocamentos.

Sol e planetas ao meio-dia solar (Eclíptica a vermelho, Sol e Mercúrio a amarelo, Vénus a branco, Marte a vermelho, Júpiter a amarelo com mancha vermelha, Saturno a branco com aneis).

 Assim, a velocidade angular do Sol aparenta ser cerca de 9% maior nos solstícios, pelo que os 3 min e 56 s de diferença entre o dia sideral e o dia solar variam por um factor de 1,09, passando a ser 4 min e 17 s. Obviamente, nos restantes períodos do ano, uma correspondente redução deve ocorrer, passando, próximo dos equinócios, a diferença a ser apenas 3 min 17 s. Este ciclo é repetido duas vezes por ano, com a aproximação de cada equinócio ou solstício.
Daqui se conclui que devido à inclinação do eixo da Terra, o tempo solar, medido pela passagem meridiana do Sol, pode ganhar ou perder 20,3 s/dia, dependendo da época do ano. Embora pareça pouco, tenha-se em conta que se os tempos solar e civil estiverem sincronizados num dia, passado mês e meio terá sido acumulado um significativo erro de 9,8 minutos.
Em consequência destas diferenças de velocidade angular aparente, na Primavera e no Outono, ou seja em torno dos equinócios, a hora civil está adiantada em relação à hora solar aparente. Pelo contrário, no Verão e no Inverno, isto é, em torno dos solstícios, está atrasada.
A linha verde na figura em cima à direita mostra a contribuição da obliquidade do eixo terrestre para o desvio horário total. Note-se que a curva é sinusoidal, com um período aproximado de 6 meses.

### Efeito da elipticidade da órbita da Terra
Outro factor importante, embora quantitativamente menos significativo, que contribui para a diferença entre o tempo solar aparente e o tempo civil é a excentricidade da órbita da Terra. O nosso planeta, como todos os astros em órbitas fixas em torno de outros, tem de obedecer às leis de Kepler. Em resultado, a velocidade da Terra no seu movimento de translação não é constante, variando em função da sua distância ao Sol.
No seu periélio, a 3–4 de Janeiro, a Terra está 1,67% mais próxima do Sol que a sua distância média. Para permitir a conservação do momento angular, o planeta sofre um aumento na velocidade angular de 3,37% em relação à velocidade média. Esse aumento de velocidade implica que, naquela data, o dia solar seja cerca de 7,9 s mais longo que o dia sideral, pois:
{\displaystyle {\frac {3\ {\rm {min}}\ 56\ {\rm {s}}}{1\ {\rm {dia}}}}\times 0.0337=7.9\ {\rm {s/dia}}}
Assim, no decurso das 13 semanas em torno do periélio, o desvio entre o tempo solar e o tempo civil cresce até aos 7,6 minutos.
Em torno do afélio, que a Terra atinge, consoante o ano, de 3 a 6 de Julho, o efeito contrário ocorre, com o correspondente abrandamento da velocidade angular e encurtamento do dia solar.
Daí que a contribuição da elipticidade para a equação do tempo, a azul na figura do canto superior direito, seja também sinusoidal, mas com período anual (na realidade um pouco maior do que o ano devido à precessão do periélio da Terra).

## Aequação do tempo
A equação do tempo, representada pela curva a vermelho na figura acima à direita, é assim o somatório das diferenças entre a hora solar aparente e a hora civil resultantes da combinação de dois efeitos:
- O efeito da obliquidade do eixo da Terra (a verde na figura), uma sinusóide com período semestral e amplitude máxima aproximada de 9,7 minutos. Este efeito é dominante, impondo o andamento e forma geral da equação do tempo.
- O efeito da elipticidade da órbita terrestre (a azul na figura), uma sinusóide com período pouco mais longo do que o ano e uma amplitude máxima aproximada de 7,6 minutos.

A soma dos dois efeitos, como aliás acontece com quaisquer fenómenos com carácter periódico, leva a que em certas épocas do ano, quando estão em fase, se reforcem mutuamente, aumentando a amplitude da resultante, enquanto noutras épocas se atenuam, reduzindo a amplitude do fenómeno.
Note que a aparência do gráfico da equação do tempo pode ser deduzida directamente da evolução temporal da projecção sobre o equador celeste da trajectória em forma de 8 assimétrico do analema da Terra.

### Máximos e mínimos
Dessa combinação de amplificação e atenuação resulta o seguinte andamento geral da curva, expresso em termos do desvio entre o tempo solar aparente e o tempo solar médio (hora civil):
- 4 pontos nulos (desvio = 0 minutos) — 15 de Abril, 13 de Junho, 1 de Setembro e 25 de Dezembro;
- 2 máximos — a 14 de Maio (cerca de + 4 minutos) e a 3 de Novembro (cerca de + 16 minutos);
- 2 mínimos — a 12 de Fevereiro (− 14,5 minutos) e a 25 de Julho (− 6,5 minutos).

### Formulação matemática da curva (I)
A equação do tempo, sendo a soma de duas curvas sinusoidais não síncronas, com um período seis meses e de um ano, respectivamente, pode ser aproximado pela seguinte expressão:
{\displaystyle E=9.87\sin(2B)-7.53\cos(B)-1.5\sin(B)\!\,}
onde {\displaystyle E\!\,} é expresso em minutos, e
{\displaystyle B=360^{\circ }(N-81)/364\!\,} se o {\displaystyle sin\!\,} e {\displaystyle cos\!\,} forem expressos em graus;
ou
{\displaystyle B=2\pi (N-81)/364\!\,} se o {\displaystyle sin\!\,} e {\displaystyle cos\!\,} forem expressos em radianos,
e onde {\displaystyle N\!\,} é o número do dia, isto é, {\displaystyle N=1\!\,} para 1 de Janeiro, {\displaystyle N=2\!\,} para 2 de Janeiro, e assim por diante.
A expressão apenas fornece uma aproximação do valor real, mas produz erros inferiores a 1 minuto, pelo que pode ser utilizada para a maioria dos fins comuns.

### Formulação matemática da curva (II)
A seguinte é uma formulação alternativa, mais fácil de utilizar recorrendo a uma calculadora de bolso ou uma folha de cálculo, sendo que nela {\displaystyle Z(t)\!\,} é o valor da equação do tempo para o dia {\displaystyle t\!\,},
sendo este um qualquer dia do ano representado no intervalo 0 a 364 (0 é 1 de Janeiro; 1 é 2 de Janeiro, e assim por diante):
{\displaystyle Z(t)=A_{e}\cdot sin(2\cdot \pi \cdot (t+\Delta _{e})/{T_{e}})+A_{s}\cdot sin(2\cdot \pi \cdot (t+\Delta _{s})/T_{s})}
onde o valor das constantes, de acordo com a literatura, é:
{\displaystyle A_{s}=10,52\,minutos}
{\displaystyle A_{e}=8,04\,minutos}
{\displaystyle T_{s}=187,94\,dias}
{\displaystyle T_{e}=365,29\,dias}
{\displaystyle \Delta _{s}=110,5\,dias}
{\displaystyle \Delta _{e}=171,4\,dias}
A formulação é também aproximada e produz valores com um grau de precisão semelhante à anterior.